# Fernand Leemans
Fernand Leemans (* 13. September 1925 in Brasschaat; † 3. Juni 2004 in Barcelona) war ein belgischer Eiskunstläufer, der im Einzellauf startete.
Leemans errang bei der Europameisterschaft 1947 die Bronzemedaille hinter Hans Gerschwiler und Vladislav Čáp. 1948 beendete er die Weltmeisterschaft und die Olympischen Spiele auf dem elften Platz.
Leemans spielte 1956 in Franz Antels Film Symphonie in Gold an der Seite von Hans Moser und Joachim Fuchsberger in einer Nebenrolle mit, wobei er zusätzlich Joachim Fuchsberger als Eiskunstläufer doubelte.

## Ergebnisse
| Wettbewerb / Jahr       | 1947 | 1948 |
| ----------------------- | ---- | ---- |
| Olympische Winterspiele |      | 11.  |
| Weltmeisterschaften     |      | 11.  |
| Europameisterschaften   | 3.   |      |